# Wspólna reprezentacja na Zimowych Igrzyskach Olimpijskich 1992
Wspólna reprezentacja na zimowych igrzyskach olimpijskich wystartowała tylko podczas Zimowych Igrzyskach Olimpijskich 1992 w Albertville. Reprezentacja startowała tam pod flagą olimpijską.
W skład reprezentacji weszli sportowcy z państw, które do grudnia 1991 roku należały do Związku Socjalistycznych Republik Radzieckich, a następnie w większości zostały członkami Wspólnoty Niepodległych Państw (z wyjątkiem Gruzji, która do WNP przystąpiła dopiero w grudniu 1993 roku). We wspólnej reprezentacji nie znalazły się kraje bałtyckie, które wystawiły własne reprezentacje. Reprezentacja ta liczyła 129 sportowców - 86 mężczyzn i 43 kobiety, którzy wystartowali w 52 konkurencjach dwunastu dyscyplin sportowych. Reprezentacja zdobyła 23 medale - 9 złotych, 6 srebrnych i 8 brązowych. Najwięcej medali, po pięć, zdobyły Lubow Jegorowa i Jelena Välbe, przy czym Jegorowa zdobyła trzy złote medale i dwa srebrne, a Välbe - jeden złoty i cztery brązowe.
W kolejnych zimowych igrzyskach olimpijskich zawodnicy ze wspólnej reprezentacji startowali w barwach poszczególnych byłych republik radzieckich.

## Zdobyte medale według dyscyplin
| Dyscyplina            | Złoto | Srebro | Brąz | Razem |
| --------------------- | ----- | ------ | ---- | ----- |
| Biathlon              | 2     | 2      | 2    | 6     |
| Biegi narciarskie     | 3     | 2      | 4    | 9     |
| Bobsleje              | –     | –      | –    | 0     |
| Curling               | –     | –      | –    | 0     |
| Hokej na lodzie       | 1     | –      | –    | 1     |
| Kombinacja norweska   | –     | –      | –    | 0     |
| Łyżwiarstwo figurowe  | 3     | 1      | 1    | 5     |
| Łyżwiarstwo szybkie   | –     | –      | –    | 0     |
| Narciarstwo alpejskie | –     | –      | –    | 0     |
| Narciarstwo dowolne   | –     | 1      | –    | 1     |
| Saneczkarstwo         | –     | –      | –    | 0     |
| Short track           | –     | –      | 1    | 1     |
| Skeleton              | –     | –      | –    | 0     |
| Skoki narciarskie     | –     | –      | –    | 0     |
| Snowboarding          | –     | –      | –    | 0     |
| Razem                 | 9     | 6      | 8    | 23    |

## Medaliści ZIO 1992
| Medal  | Zawodnik | Dyscyplina sportowa  | Konkurencja                    |
| ------ | --- | -------------------- | ------------------------------ |
| Złoto  | Jewgienij Ried´kin | Biathlon             | Bieg indywidualny mężczyzn     |
| Złoto  | Anfisa Riezcowa | Biathlon             | Sprint kobiet                  |
| Złoto  | Lubow Jegorowa | Biegi narciarskie    | Bieg łączony kobiet            |
| Złoto  | Lubow Jegorowa | Biegi narciarskie    | 15 km stylem klasycznym kobiet |
| Złoto  | Jelena Välbe Raisa Smietanina Łarisa Łazutina Lubow Jegorowa | Biegi narciarskie    | Sztafeta kobiet                |
| Złoto  | Wiktor Petrenko | Łyżwiarstwo figurowe | Soliści                        |
| Złoto  | Natalja Miszkutionok Artur Dmitrijew | Łyżwiarstwo figurowe | Pary sportowe                  |
| Złoto  | Marina Klimowa Siergiej Ponomarienko | Łyżwiarstwo figurowe | Pary taneczne                  |
| Złoto  | Siergiej Bautin Jewgienij Bawidow Igor Bołdin Nikołaj Borszczewski Wiaczesław Bucajew Wiaczesław Bykow Nikołaj Chabibulin Jurij Chmylew Andriej Chomutow Aleksiej Gusarow Dmitrij Juszkiewicz Darius Kasparaitis Andriej Kowalenko Aleksiej Kowalow Igor Krawczuk Władimir Małachow Dmitrij Mironow Siergiej Pietrienko Witalij Prochorow Michaił Sztalenkow Andriej Triefiłow Aleksiej Żamnow Siergiej Zubow Aleksiej Żytnyk | Hokej na lodzie      | Mężczyźni                      |
| Srebro | Swietłana Pieczorska | Biathlon             | Bieg indywidualny kobiet       |
| Srebro | Walerij Miedwiedcew Aleksandr Popow Walerij Kirijenko Siergiej Czepikow | Biathlon             | Sztafeta mężczyzn              |
| Srebro | Lubow Jegorowa | Biegi narciarskie    | 5 km stylem klasycznym kobiet  |
| Srebro | Lubow Jegorowa | Biegi narciarskie    | 30 km stylem dowolnym kobiet   |
| Srebro | Jelena Bieczkie Dienis Pietrow | Łyżwiarstwo figurowe | Pary sportowe                  |
| Srebro | Jelizawieta Kożewnikowa | Narciarstwo dowolne  | Jazda po muldach kobiet        |
| Brąz   | Jelena Biełowa | Biathlon             | Sprint kobiet                  |
| Brąz   | Jelena Biełowa Anfisa Riezcowa Jelena Mielnikowa | Biathlon             | Sztafeta kobiet                |
| Brąz   | Jelena Välbe | Biegi narciarskie    | 5 km stylem klasycznym kobiet  |
| Brąz   | Jelena Välbe | Biegi narciarskie    | Bieg łączony kobiet            |
| Brąz   | Jelena Välbe | Biegi narciarskie    | 15 km stylem klasycznym kobiet |
| Brąz   | Jelena Välbe | Biegi narciarskie    | 30 km stylem dowolnym kobiet   |
| Brąz   | Majia Usowa Aleksandr Żulin | Łyżwiarstwo figurowe | Pary taneczne                  |
| Brąz   | Julija Ałłagułowa Natalja Isakowa Wiktorija Troicka Julija Własowa | Short track          | Sztafeta kobiet                |

## Wyniki reprezentantów WNP

### Biathlon
Mężczyźni
- Siergiej Czepikow

sprint - 4. miejsce
bieg indywidualny - 10. miejsce
- Walerij Kirijenko

sprint - 5. miejsce
bieg indywidualny - 11. miejsce
- Walerij Miedwiedcew

sprint - 25. miejsce
- Aleksandr Popow

sprint - 18. miejsce
bieg indywidualny - 4. miejsce
- Jewgienij Ried´kin

bieg indywidualny - 
- Walerij Miedwiedcew
Aleksandr Popow
Walerij Kirijenko
Siergiej Czepikow

sztafeta - 
Kobiety
- Jelena Biełowa

sprint - 
- Jelena Gołowina

sprint - 20. miejsce
bieg indywidualny - 22. miejsce
- Swietłana Paramygina

bieg indywidualny - 21. miejsce
- Swietłana Pieczorska

sprint - 13. miejsce
bieg indywidualny - 
- Anfisa Riezcowa

sprint - 
bieg indywidualny - 26. miejsce
- Jelena Biełowa
Anfisa Riezcowa
Jelena Mielnikowa

sztafeta - 

### Bobsleje
Mężczyźni
- Władimir Jefimow
Aleksiej Gołowin

Dwójki - 20. miejsce
- Oleg Suchoruczenko
Andriej Gorochow

Dwójki - 26. miejsce
- Oleg Suchoruczenko
Ołeksandr Bortiuk
Władimir Lubowicki
Andriej Gorochow

Czwórki - 19. miejsce
- Władimir Jefimow
Oleg Pietrow
Siergiej Krugłow
Aleksandr Paszkow

Czwórki - 22. miejsce

### Biegi narciarskie
Mężczyźni
- Michaił Botwinow

30 km stylem klasycznym - 12. miejsce
10 km stylem klasycznym - 11. miejsce
Bieg łączony - 15. miejsce
50 km stylem dowolnym - 28. miejsce
- Gierman Karaczewski

10 km stylem klasycznym - 62. miejsce
Bieg łączony - 43. miejsce
- Andriej Kiriłłow

10 km stylem klasycznym - 30. miejsce
Bieg łączony - 17. miejsce
- Aleksandr Gołubiew

30 km stylem klasycznym - 14. miejsce
50 km stylem dowolnym - 17. miejsce
- Aleksiej Prokurorow

30 km stylem klasycznym - 21. miejsce
50 km stylem dowolnym - 4. miejsce
- Władimir Smirnow

30 km stylem klasycznym - 9. miejsce
10 km stylem klasycznym - 13. miejsce
Bieg łączony - 8. miejsce
50 km stylem dowolnym - 35. miejsce
- Andriej Kiriłłow
Władimir Smirnow
Michaił Botwinow
Aleksiej Prokurorow

sztafeta - 5. miejsce
Kobiety
- Olga Daniłowa

5 km stylem klasycznym - 6. miejsce
Bieg łączony - 11. miejsce
30 km stylem dowolnym - 20. miejsce
- Lubow Jegorowa

15 km stylem klasycznym - 
5 km stylem klasycznym - 
Bieg łączony - 
30 km stylem dowolnym - 
- Łarisa Łazutina

5 km stylem klasycznym - 7. miejsce
Bieg łączony - 8. miejsce
30 km stylem dowolnym - 5. miejsce
- Natalja Martynowa

15 km stylem klasycznym  - 12. miejsce
- Raisa Smietanina

15 km stylem klasycznym  - 4. miejsce
- Jelena Välbe

15 km stylem klasycznym - 
5 km stylem klasycznym - 
Bieg łączony - 
30 km stylem dowolnym - 
- Jelena Välbe
Raisa Smietanina
Łarisa Łazutina
Lubow Jegorowa

sztafeta - 

### Hokej na lodzie
Mężczyźni
- Siergiej Bautin, Jewgienij Bawidow, Igor Bołdin, Nikołaj Borszczewski, Wiaczesław Bucajew, Wiaczesław Bykow, Nikołaj Chabibulin, Jurij Chmylew, Andriej Chomutow, Aleksiej Gusarow, Dmitrij Juszkiewicz, Darius Kasparaitis, Andriej Kowalenko, Aleksiej Kowalow, Igor Krawczuk, Władimir Małachow, Dmitrij Mironow, Siergiej Pietrienko, Witalij Prochorow, Michaił Sztalenkow, Andriej Triefiłow, Aleksiej Żamnow, Siergiej Zubow, Aleksiej Żytnyk -

### Kombinacja norweska
Mężczyźni
- Andriej Dundukow

Gundersen - 11. miejsce
- Wasilij Sawin

Gundersen - 22. miejsce
- Walerij Stolarow

Gundersen - 32. miejsce
- Siergiej Szwagiriew

Gundersen - 36. miejsce
- Andriej Dundukow
Siergiej Szwagiriew
Walerij Stolarow

sztafeta - 11. miejsce

### Łyżwiarstwo figurowe
Mężczyźni
- Wiktor Petrenko

soliści - 
- Aleksiej Urmanow

soliści - 5. miejsce
- Wjaczesław Zahorodniuk

soliści - 9. miejsce
Kobiety
- Tatjana Raczkowa

soliści - 16. miejsce
- Julija Worobjowa

soliści - 14. miejsce
Pary
- Jelena Bieczkie
Dienis Pietrow

Pary sportowe - 
- Natalja Miszkutionok
Artur Dmitrijew

Pary sportowe - 
- Jewgienija Szyszkowa
Wadim Naumow

Pary sportowe - 5. miejsce
- Oksana Griszczuk
Jewgienij Płatow

Pary taneczne - 4. miejsce
- Marina Klimowa
Siergiej Ponomarienko

Pary taneczne - 
- Majia Usowa
Aleksandr Żulin

Pary taneczne - 

### Łyżwiarstwo szybkie
Mężczyźni
- Andriej Bachwałow

1000 m - 25. miejsce
- Aleksandr Gołubiew

500 m - 7. miejsce
- Nikołaj Guljajew

1000 m - 8. miejsce
- Konstantin Kalistratow

1500 m - 22. miejsce
- Siergiej Klewczenia

500 m - 21. miejsce
- Aleksandr Klimow

1000 m - 13. miejsce
1500 m - 31. miejsce
- Wadim Sajutin

5000 m - 11. miejsce
10000 m - 19. miejsce
- Jewgienij Sanarow

5000 m - 8. miejsce
10000 m - 10. miejsce
- Bronisław Snietkow

5000 m - 29. miejsce
10000 m - 17. miejsce
- Wadim Szakszakbajew

500 m - 14. miejsce
- Jurij Szułha

5000 m - 16. miejsce
- Ihar Żalazouski

500 m - 8. miejsce
1000 m - 6. miejsce
1500 m - 10. miejsce
Kobiety
- Swietłana Bażanowa

1500 m - 6. miejsce
3000 m - 7. miejsce
5000 m - 7. miejsce
- Swietłana Bojko

3000 m - 5. miejsce
5000 m - 5. miejsce
- Jelena Łapuga

1000 m - 28. miejsce
1500 m - 25. miejsce
- Natalja Połozkowa

500 m - 15. miejsce
1000 m - 20. miejsce
1500 m - 4. miejsce
- Ludmiła Prokaszowa

500 m - 31. miejsce
1500 m - 10. miejsce
3000 m - 10. miejsce
- Oksana Rawiłowa

500 m - 16. miejsce
1000 m - 15. miejsce
- Jelena Tiuszniakowa

500 m - 29. miejsce
1000 m - 7. miejsce

### Narciarstwo alpejskie
Mężczyźni
- Witalij Andriejew

zjazd - 21. miejsce
supergigant - nie ukończył
kombinacja - 20. miejsce
- Konstantin Czistiakow

zjazd - 24. miejsce
supergigant - 22. miejsce
kombinacja - nie ukończył
- Aleksiej Masłow

zjazd - 22. miejsce
supergigant - 49. miejsce
kombinacja - nie ukończył
Kobiety
- Swietłana Gładyszewa

zjazd - 8. miejsce
supergigant - 25. miejsce
kombinacja - 12. miejsce
- Tatjana Lebiediewa

zjazd - 18. miejsce
supergigant - 28. miejsce
kombinacja - 18. miejsce
- Swietłana Nowikowa

zjazd - 27. miejsce
kombinacja - 19. miejsce
- Warwara Zielenska

supergigant - 24. miejsce
kombinacja - nie ukończyła

### Narciarstwo dowolne
Mężczyźni
- Aleksiej Bannikow

jazda po muldach - 33. miejsce
- Andriej Iwanow

jazda po muldach - 21. miejsce
- Michaił Łyżyn

jazda po muldach - 36. miejsce
- Siergiej Szuplecow

jazda po muldach - 12. miejsce
Kobiety
- Olga Łyczkina

jazda po muldach - 12. miejsce
- Jelena Korolowa

jazda po muldach - 10. miejsce
- Jelizawieta Kożewnikowa

jazda po muldach - 
- Larisa Udodova

jazda po muldach - 23. miejsce

### Saneczkarstwo
Mężczyźni
- Eduard Burmistrow

jedynki - 16. miejsce
- Siergiej Danilin

jedynki - 9. miejsce
- Oleg Jermolin

jedynki - 15. miejsce
- Albert Diemczenko
Aleksiej Zielenski

dwójki - 8. miejsce
- Igor Łobanow
Giennadij Biełakow

dwójki - 10. miejsce
Kobiety
- Nadieżda Danilina

jedynki - 12. miejsce
- Irina Gubkina

jedynki - 10. miejsce
- Natalija Jakuszenko

jedynki - 8. miejsce

### Short track
Mężczyźni
- Dmitrij Jerszow

1000 m - 11. miejsce
Kobiety
- Natalja Isakowa

500 m - 17. miejsce
- Marina Pylajewa

500 m - 5. miejsce
- Julija Własowa

500 m - 7. miejsce
- Julija Ałłagułowa
Natalja Isakowa
Wiktorija Troicka
Julija Własowa

sztafeta - 

### Skoki narciarskie
Mężczyźni
- Jurij Dudariew

Skocznia normalna - 54. miejsce
Skocznia duża - 47. miejsce
- Michaił Jesin

Skocznia normalna - 11. miejsce
Skocznia duża - 10. miejsce
- Dionis Wodniew

Skocznia normalna - 25. miejsce
Skocznia duża - 24. miejsce
- Andriej Wierwiejkin

Skocznia normalna - 32. miejsce
Skocznia duża - 29. miejsce
- Michaił Jesin
Dionis Wodniew
Andriej Wierwiejkin
Jurij Dudariew

drużynowo - 11. miejsce